# マンタス・サヴェナス
マンタス・サヴェナス（Mantas Savėnas、1982年8月27日 - ）は、リトアニア、パネヴェジース出身の元サッカー選手。現役時代のポジションはMF。

## 経歴
1982年、リトアニアのパネヴェジースで生まれ、1998年に地元のFKエクラナス・パネヴェジースでキャリアをスタートさせた。エクラナスでは10シーズンプレーをし、2005年には27得点を挙げAリーガ得点王に輝いた。
2008年、ロシアのFCノスタ・ノヴォトロイツクへ移籍をした。2009年7月、FCシビル・ノヴォシビルスクへ2年半の契約で移籍をした。2011年、FCガゾヴィク・オレンブルクへ移籍をした。

## タイトル
個人
- Aリーガ得点王: 2005